# Ricky King

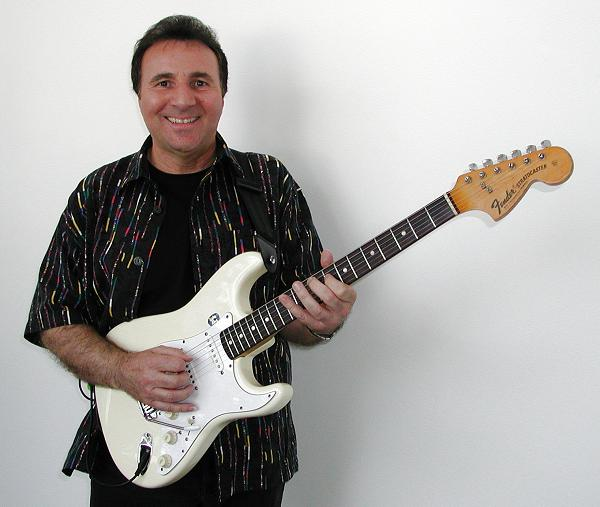
Ricky King (2006)

Ricky King (* 12. März 1946 in Rastatt; eigentlich Hans Lingenfelder) ist ein deutscher Gitarrist.

## Lebensweg
Hans Lingenfelder erlernte das Spielen der Gitarre autodidaktisch. Nach Beendigung seiner schulischen Ausbildung durchlief er eine Lehre zum Radio- und Fernseh-Techniker. Neben seiner beruflichen Arbeit studierte er Musik an der Musikhochschule Karlsruhe und legte 1971 das Examen zum staatlich geprüften Musikpädagogen ab. Bereits ab 1960 spielte er in verschiedenen lokalen Bands, ab 1973 war Lingenfelder Mitglied der Band „Hit Kids“ und arbeitete als Studiomusiker für deutsche Schlagerkünstler wie Paola, Roberto Blanco und Costa Cordalis.
Seine Karriere als Solokünstler begann Lingenfelder 1976 zuerst unter dem Künstlernamen Cliff King, den er aus namensrechtlichen Gründen auf Ricky King änderte. Sein erster Titel war das Instrumentalstück Verde, das ursprünglich die Eingangsmelodie einer italienischen Fernsehdokumentation mit dem Titel Quaranta giorni di libertà über die Partisanenrepublik Ossola war. Autoren waren Guido & Maurizio De Angelis, die als Oliver Onions und durch die Musik zu den Bud-Spencer-und-Terence-Hill-Filmen bekannt geworden waren. Das Lied erreichte Platz 3 in Deutschland und Platz 4 in Österreich und war in der Schweiz sogar ein Nummer-1-Hit. Darüber hinaus kam es in Belgien auf Platz 5 und in den Niederlanden auf Platz 10. Sein Debütalbum Ricky King Plays Fantastic Guitar Hits landete in Deutschland auf Platz 10. Der Erfolg reichte aus, um Roland Kaiser mit seiner gesungenen Version Frei, das heißt allein den ersten Verkaufserfolg zu bescheren und bis auf Platz 14 der deutschen Singlecharts zu kommen.
Als zweites Lied für eine Singleveröffentlichung wählte Lingenfelder alias Ricky King eine spanische Gitarrenmelodie aus dem 19. Jahrhundert, die unter anderem als Romanza oder Romance Anónimo bekannt ist. Populär wurde sie 1952 durch den französischen Film Verbotene Spiele. Unter dem Titel Le rêve erreichte die Single in den deutschsprachigen Ländern die Top 10, dessen von Bernhard Brink gesungene Version Liebe auf Zeit Platz 13 erreichte. 
Unter Verwendung der gleichen Melodie nahm Mireille Mathieu im Jahr 1977 die Titel "Walzer der Liebe" sowie die französische Version "Amour défendu" auf.
Mit weiteren Singles war King danach nicht so erfolgreich und Mare und Maria Elena kamen noch knapp unter die Top 50. Dafür waren in den ausgehenden 1970er Jahren die Alben von Ricky King umso erfolgreicher. 20 Welthits im Gitarrensound kam auf Platz 2 in Deutschland und erreichte Platinstatus. Das Gold-Album Zauber der Gitarre kam auch in Österreich in die Top 10.
Im Jahr 1982 hatte Ricky King mit dem von Dieter Bohlen und dessen damaliger Ehefrau Erika Bohlen geschriebene Stück Halé, hey Louise mit Chorbegleitung einen weiteren Singlehit. Das zugehörige Album Happy Guitar Dancing erreichte noch einmal Platz 3 in Deutschland und Goldstatus. Unter anderem mit Ahoi, Ay Ay Captain traten er und seine Tänzerinnen auch im Musikladen auf. Von 1976 bis 1983 hatte Ricky King jedes Jahr ein Album in den Top 25 der deutschen Albumcharts. Mitte der 1980er ließ sein Erfolg dann nach.
Ricky Kings Gitarreninstrumentals lehnen sich an den Stil der 1950er und 1960er Jahre an. Seine Vorbilder dafür sind Hank Marvin (Gitarrist der Band The Shadows), Ventures und The Spotnicks. Wie Marvin setzte Ricky King auf der Bühne meist eine Fender Stratocaster ein. Neben einigen Neukompositionen enthalten die Alben von Ricky King vor allem neu arrangierte Gitarrenklassiker. Seine Erfolge sind eng verbunden mit den Produzenten Gerd Köthe und Roland Heck, mit denen zusammen mehr als 30 Alben entstanden. Insgesamt wurden von Ricky King über sechs Millionen Tonträger verkauft.
Seit 1979 ist Lingenfelder ein Zeuge Jehovas.

## Diskografie

### Alben
| Jahr | Titel                                  | Höchstplatzierung, Gesamtwochen, AuszeichnungChartplatzierungen (Jahr, Titel, Platzierungen, Wochen, Auszeichnungen, Anmerkungen) | Höchstplatzierung, Gesamtwochen, AuszeichnungChartplatzierungen (Jahr, Titel, Platzierungen, Wochen, Auszeichnungen, Anmerkungen) | Höchstplatzierung, Gesamtwochen, AuszeichnungChartplatzierungen (Jahr, Titel, Platzierungen, Wochen, Auszeichnungen, Anmerkungen) | Anmerkungen                                                |
| Jahr | Titel                                  | DE | AT | CH | Anmerkungen                                                |
| ---- | -------------------------------------- | --- | --- | --- | ---------------------------------------------------------- |
| 1976 | Ricky King Plays Fantastic Guitar Hits | DE10 (26 Wo.)DE | — | — |                                                            |
| 1976 | Ricky King Plays Golden Guitar Hits    | DE11 (40 Wo.)DE | AT8 (24 Wo.)AT | — |                                                            |
| 1978 | 20 Welthits im Gitarrensound           | DE2 Platin · (16 Wo.)DE | AT15 Gold · (8 Wo.)AT | CH— GoldCH | Erstveröffentlichung: 24. Oktober 1978 Verkäufe: + 550.000 |
| 1979 | Zauber der Gitarre                     | DE4 Gold · (21 Wo.)DE | AT6 (12 Wo.)AT | — | Verkäufe: + 250.000                                        |
| 1980 | Electric Guitar Hits                   | DE22 (5 Wo.)DE | — | — |                                                            |
| 1981 | Golden Guitar Symphonies               | DE15 (6 Wo.)DE | — | — |                                                            |
| 1982 | Lieder gehen um die Welt               | DE23 (9 Wo.)DE | — | — |                                                            |
| 1982 | Happy Guitar Dancing                   | DE3 Platin · (14 Wo.)DE | — | — | Verkäufe: + 500.000                                        |
| 1983 | Südsee-Träume                          | DE11 (8 Wo.)DE | — | — |                                                            |
| 1988 | La rose noire                          | DE49 (1 Wo.)DE | — | — |                                                            |

grau schraffiert: keine Chartdaten aus diesem Jahr verfügbar

### Weitere Alben
- Romantic Instrumentals (1976, Omega)
- Mare (1977, Epic)
- Weihnachten im Gitarrenklang – die 20 schönsten Weihnachtslieder (1979, Epic)
- Traumreise – eine Weltreise im Gitarrensound (1986, Epic)
- Guitar Holiday (1987, Karussell)
- Verde (1987, Karussell)
- Leise rieselt der Schnee – die 20 schönsten Weihnachtslieder (1988, Epic)
- Sun of Jamaica (1988, Karussell)
- Love Me Tender (1988, Karussell)
- Traumland (1990, Eurostar)
- Magic Guitar Hits (1992, Epic)

### Singles
| Jahr | Titel Album             | Höchstplatzierung, Gesamtwochen, AuszeichnungChartplatzierungen (Jahr, Titel, Album, Platzierungen, Wochen, Auszeichnungen, Anmerkungen) | Höchstplatzierung, Gesamtwochen, AuszeichnungChartplatzierungen (Jahr, Titel, Album, Platzierungen, Wochen, Auszeichnungen, Anmerkungen) | Höchstplatzierung, Gesamtwochen, AuszeichnungChartplatzierungen (Jahr, Titel, Album, Platzierungen, Wochen, Auszeichnungen, Anmerkungen) | Anmerkungen                              |
| Jahr | Titel Album             | DE | AT | CH | Anmerkungen                              |
| ---- | ----------------------- | --- | --- | --- | ---------------------------------------- |
| 1976 | Verde –                 | DE3 (32 Wo.)DE | AT4 (36 Wo.)AT | CH1 (22 Wo.)CH | Autoren: Guido & Maurizio De Angelis     |
| 1976 | Le rêve –               | DE7 (30 Wo.)DE | AT9 (40 Wo.)AT | CH5 (9 Wo.)CH | Traditional                              |
| 1977 | Maria Elena –           | DE45 (1 Wo.)DE | — | — | Autor: Lorenzo Barcelata                 |
| 1977 | Mare –                  | DE44 (1 Wo.)DE | — | — | Autoren: Guido & Maurizio De Angelis     |
| 1981 | Halé, hey Louise –      | DE14 (22 Wo.)DE | — | — | Musik: Dieter Bohlen, Text: Erika Bohlen |
| 1982 | Ahoi, ay ay Capt’n –    | DE44 (10 Wo.)DE | — | — | Autor: Dieter Bohlen                     |
| 1982 | Fly with Me to Malibu – | DE35 (9 Wo.)DE | — | — | Autor: Dieter Bohlen                     |

Weitere Singles
- Johnny Guitar (1977)
- Destino (1978)
- Atlanta (1978)
- Argentina (1978)
- Manolito (1979)
- Moonshot (1980)
- Venise (1980)
- Liebestraum (1981)
- Teresa (una stella ti darei) (1983)
- Duwaiyana (1983)
- The Jolly Song (1984)
- Donna (1984)
- Rock 'n' Roll Is Back (1984)
- Avalon (1985)
- Agadir (1986)
- La rose noire (1987)
- Laguna romantica (1994)

## Auszeichnungen
- 1977: Goldene Europa als Instrumentalsolist (erstmals vergeben[11])
- 1994: Goldene Stimmgabel